# Хьюстоун, Уильям
Уильям Хьюстоун (англ. William Houstoun; около 1695 — 14 августа 1733) — британский военный врач и ботаник.

## Биография
Уильям Хьюстоун родился около 1695 года в шотландской деревне Хустон. Учился в Сент-Эндрюсском университете, затем отправился в путешествие в Вест-Индию. Около 1727 года вернулся в Европу, чтобы продолжить обучение. В октябре 1727 года поступил в Лейденский университет, где под руководством Германа Бургаве в 1729 году получил степень доктора медицины. Вместе с Герардом ван Свитеном Хьюстоун проводил эксперименты с животными для изучения процесса дыхания. В 1731 году Хьюстоун вернулся в Великобританию, был избран членом Лондонского королевского общества. В 1733 году он вновь отправился в Центральную Америку. 14 августа Хьюстоун скончался на Ямайке от солнечного удара.
Все свои рукописи и гербарные образцы Хьюстоун оставил Филипу Миллеру. В 1736 году Миллер передал их Карлу Линнею, использовавшему в Genera Plantarum и Hortus Cliffortianus многие названия растений Хьюстоуна. В 1774 году рукописи Уильяма были приобретены Джозефом Бэнксом, в 1781 году издавшим их.

## Некоторые научные работы

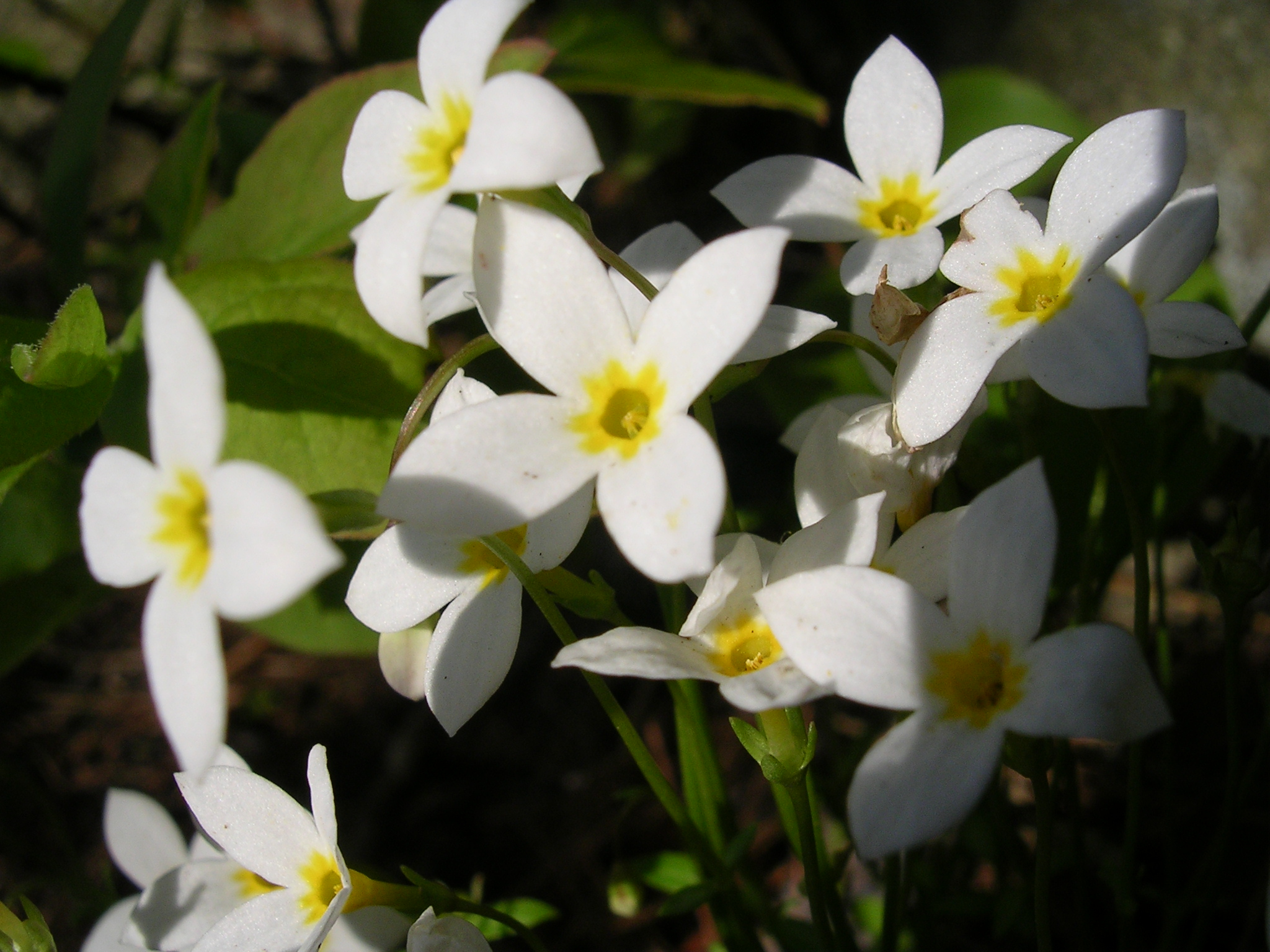
Хустония голубая

- Reliquiae Houstonianae. 1781. 12 p., 26 pl.

## Таксоны растений, названные в честь У. Хьюстоуна
- Houstonia Gronov. ex L., 1753 — Хустония